# 2337 Бубін
2337 Бубін (2337 Boubín) — астероїд головного поясу, відкритий 22 жовтня 1976 року.
Тіссеранів параметр щодо Юпітера — 3,354.